# Androctonus bicolor
Androctonus bicolor – gatunek skorpiona z rodziny Buthidae.
Jest barwy czarnej, osiągając wielkość do 9 cm. Występuje w Algierii, Tunezji, Libii, Egipcie, Izraelu, Autonomii Palestyńskiej, Jordanii i Syrii.